# Cha Jong-hyok
Cha Jong-Hyok (Pyongyang, 25 de setembro de 1985) é um futebolista norte-coreano. que atua como zagueiro.

## Carreira
Iniciou sua carreira no Amrokgang Sports Group onde foi peça importante para a conquista da liga norte coreana em 2007. Disputou a Copa do Mundo de 2010 e após a competição foi contratado pelo FC Wil, da Suíça.
Elerepresentou a Seleção Norte-Coreana de Futebol na Copa da Ásia de 2011 e 2015.